# 德意志割据

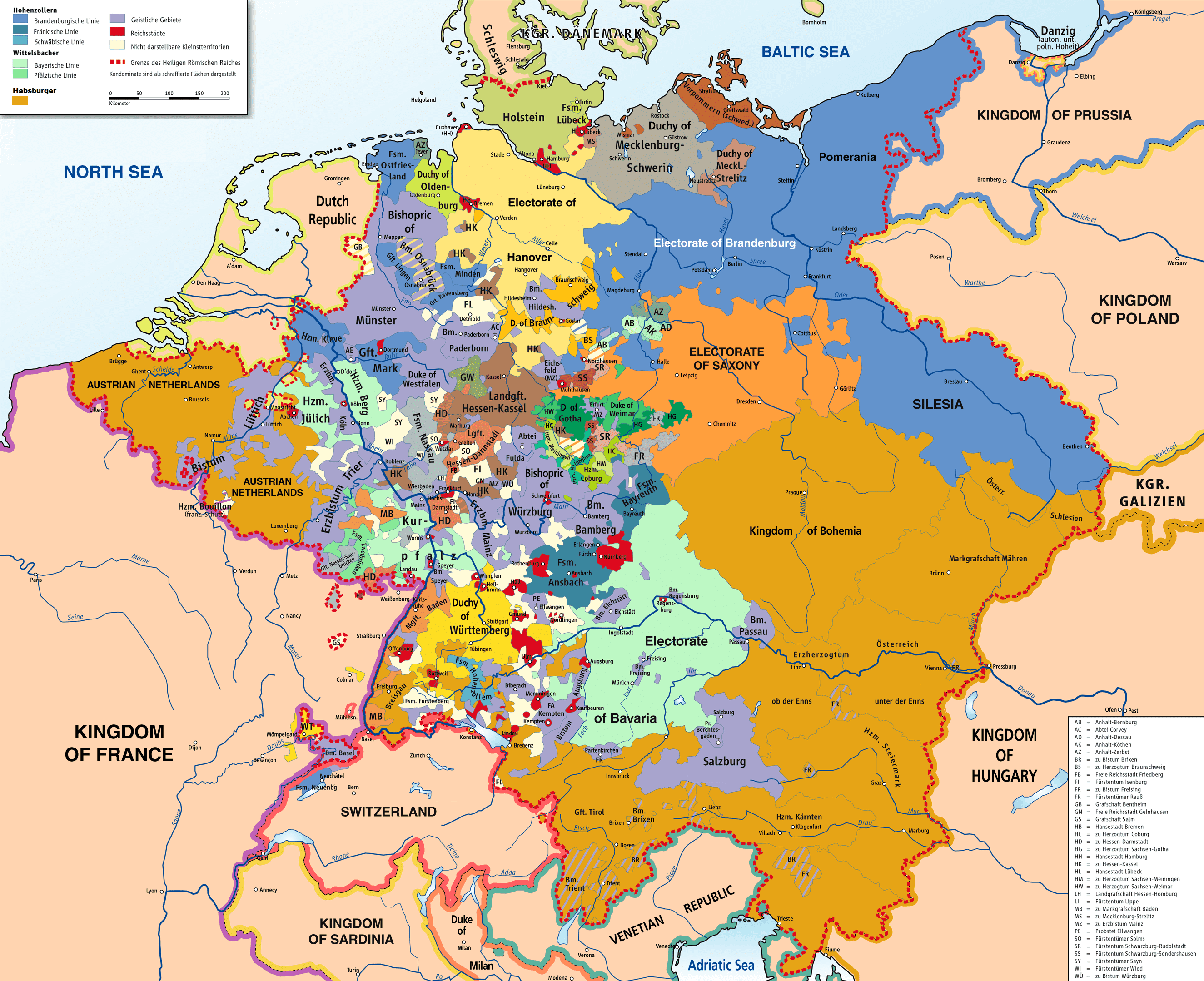
1789年的神聖羅馬帝國

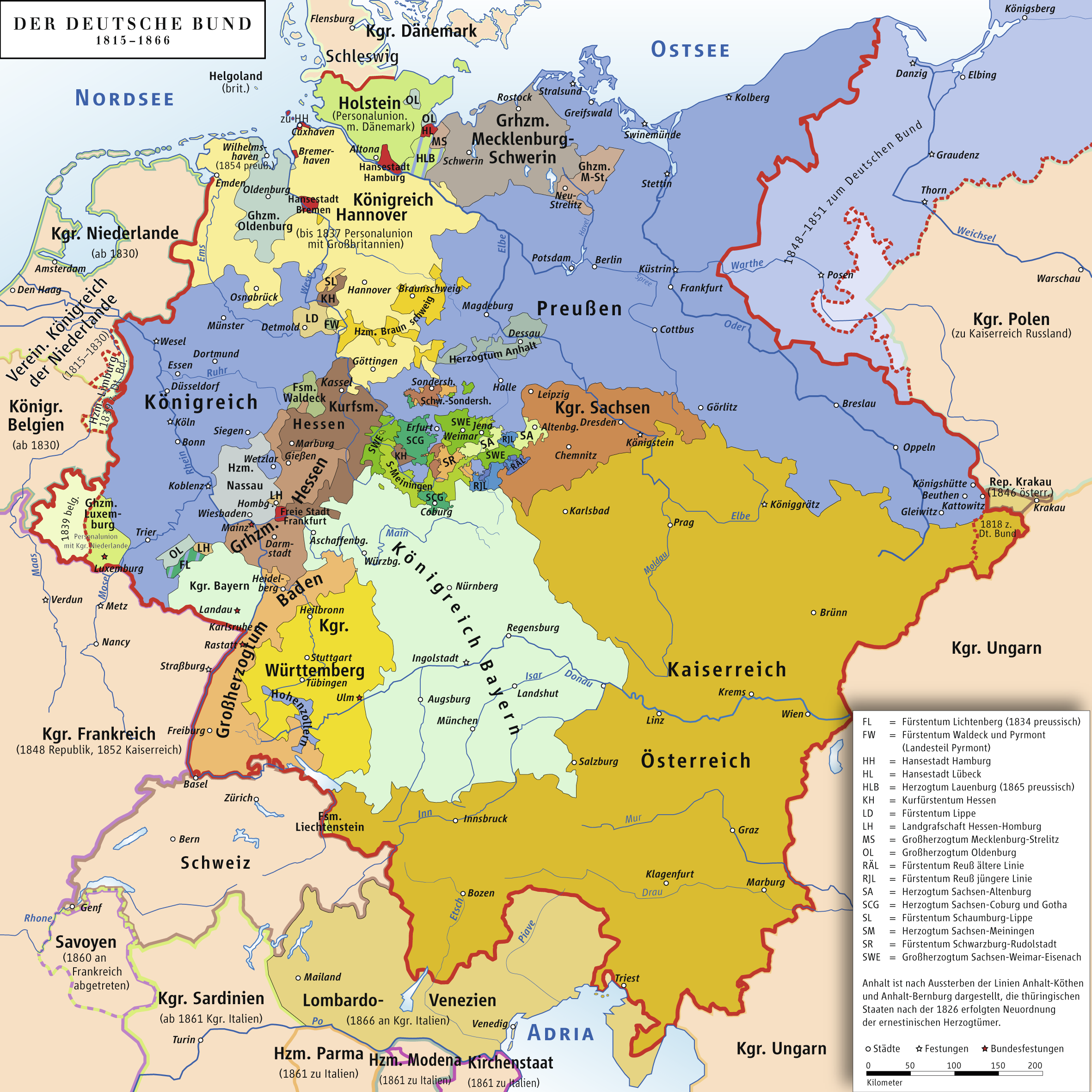
39邦國為主體的德意志邦聯（1815-1866），其間仍有許多小邦

德意志割据（德語：[ˌklaɪnʃtaːtəˈʁaɪ]）是一個德語歷史名詞，通常帶有貶義。它用來指神聖羅馬帝國（尤其是在三十年戰爭之後）以及 19 世紀上半葉的德意志邦聯時期，德國和鄰近地區領土邊界的支離破碎。它指的是大量擁有主權的中小型世俗或教會的公國以及城邦，其中一些僅比一個城鎮或帝國修道院修道院的周圍場地大一點。對18世紀的德國邦國總數的估計各不相同，從294個到348個或更多。
由於許多隨意的領土形成或國家通過繼承劃分，大量的神聖羅馬帝國邦國由不連續的部分組成，這導致了無數的飛地。
洪堡的例子可以生動體現出德意志地區邦國割据的程度。1789 年夏天，年輕的威廉·馮·洪堡和他的朋友為了觀察巴黎正在發生的革命事件，計畫從布倫瑞克-沃爾芬比特爾親王國的首府不倫瑞克旅行到法國。洪堡和朋友在到達法國邊境之前進出了六個公國、四個主教轄區和一個自由城市（亞琛）。